# Peter Schmidt-Eppendorf
Peter Schmidt-Eppendorf (* 17. Oktober 1931 als Peter Schmidt in Hamburg-Eppendorf; † 30. Juli 2021 in Hamburg-Hohenfelde) war ein deutscher römisch-katholischer Theologe und Autor.

## Leben
Er besuchte die katholische Volksschule St. Antonius in Winterhude. An der Aufbauschule, dem heutigen Friedrich-Spee-Gymnasium in Rüthen/Möhne (1947–1952) legte er das Abitur ab. Von 1952 bis 1957 studierte er an der PTH Sankt Georgen und am Priesterseminar Osnabrück 1957. Am 29. Juni 1959 weihte ihn Weihbischof Johannes von Rudloff in der Kapelle des Adolfstiftes in Reinbek zum Priester. Von 1959 bis 1972 war er Kaplan in Dalum, Voxtrup, Ahrensburg und Westerland. Auf Nordstrand war er von 1972 bis 1999 Pfarrer. In dieser Zeit initiierte er die Gründung des Momme-Nissen-Hauses auf Pellworm. Zusätzlich war er von 1977 bis 1989 Dechant des Dekanates Flensburg und von 1986 bis 1991 Mitglied des Rundfunkrates im NDR. 1984 gründete er den Verein für katholische Kirchengeschichte in Hamburg und Schleswig-Holstein, dessen Ehrenvorsitzender er bis zuletzt war. Papst Johannes Paul II. ernannte ihn 1990 zum Kaplan Seiner Heiligkeit. Heide Simonis verlieh ihm 1998 die Schleswig-Holstein-Medaille. Im Ruhestand ab 1. Oktober 1999 arbeitete er im Archiv des Erzbischöflichen Generalvikariats Hamburg und in der Erwachsenenbildung mit. Er starb am 30. Juli 2021 im Marienkrankenhaus in Hamburg-Hohenfelde.

## Werke
- Der Sylter Chronist Hans Kielholt. Ein Beitrag zur Sylter Geschichte. Vortrag am 25. September 1971 (= Sylter Beiträge. Band 5). Hansen und Hansen, Münsterdorf 1972, OCLC 66789463.
- Sylt. Memoiren einer Insel. Dokumente, Chroniken, Berichte aus 1001 Jahr (= Nordfriisk Instituut. Band 32). Husum-Druck-und-Verlagsgesellschaft, Husum 1977, ISBN 3-88042-037-8.
- als Sprecher: Monsignore Peter Schmidt-Eppendorf liest Theodor Storm. Seine Gedichte, sein »Schimmelreiter«, sein Leben. Live aus der Nordermühle auf Pellworm (= Edition Inselabende. Band 1). Rubelt-Medien, Berlin 2008, ISBN 978-3-00-025549-6.
- als Sprecher: Detlev von Liliencron. Seine Gedichte, seine Balladen, sein Leben. Live aus dem Liliencronhof auf Pellworm (= Edition Inselabende. Band 2). Rubelt-Medien, Berlin 2009, ISBN 978-3-00-027426-8.
- als Herausgeber mit Gerhard Besier: Hans Ansgar Reinhold (1897–1968). Schriften und Briefwechsel – eine Dokumentation. Aschendorff, Münster 2011, ISBN 3-402-12918-3.
- Die katholischen Geistlichen auf Nordstrand 1654–1999. Aschendorff, Münster 2015, ISBN 978-3-402-13096-4.
- Im Strom der Zeit. Aufsätze und Vortragsniederschriften von Msgr. Peter Schmidt-Eppendorf. Festgabe zum 85. Geburtstag (= Nordalbingensia sacra. Band 12). Matthiesen Verlag, Husum 2016, ISBN 3-7868-5112-3.